# Асков, Аркадий Борисович
Аркадий Борисович Асков (23 ноября 1898, Чернигов — 2 сентября 1937, Москва) — советский разведчик-дипломат, военный педагог. Полковой комиссар (1936). Расстрелян в 1937 году, реабилитирован посмертно.

## Биография
Происходил из еврейской мещанской семьи.
В 1915—1917 годах — член партии эсеров. В 1918 году вступил в РКП(б): красногвардеец в Чернигове, в 1918—1919 годах — участник большевистского подполья в Чернигове и на партийной работе в Киеве. Председатель «Комиссии по приемке-отправке ценностей, отнятых у буржуазии». В 191]—1922 годах — политработник РККА: 57-я дивизия, политуправление Юго-Западного фронта.
В 1922—1923 годах — сотрудник киевской конторы Внешгосторга.
В 1923 году окончил англо-саксонское отделение Института внешних сношений в Киеве. Работал деканом рабочего факультета при Киевском институте народного хозяйства.
В 1923—1925 годах учился на японском разряде восточного отделения Военной академии РККА, по окончании которого был направлен в военную разведку под дипломатическим прикрытием: в 1925—1926 годах — секретарь консульства в Нагасаки и Цуруге, в 1926—1930 годах — вице-консул и генеральный консул в Кобе.
В 1930—1933 годах состоял в распоряжении 4-го Управления Штаба РККА, преподавал на Восточном факультете Военной Академии РККА им. М. В. Фрунзе, являясь по совместительству старшим референтом 2-го восточного отдела НКИД. В 1932—1933 годах — помощник начальника 2-го отдела 4-го Управления Штаба РККА.
В 1933—1937 годах — 1-й секретарь полномочного представительства в Токио.
Позднее — сотрудник резерва РККА и НКИД.
26 мая 1937 года был арестован НКВД СССР по обвинению в шпионской деятельности. Внесен в Сталинский расстрельный список «Москва-центр» от 31 августа 1937 года по 1-й категории («за» Сталин, Молотов, Ворошилов, Жданов, Каганович).
2 сентября 1937 года приговорён ВКВС СССР к высшей мере наказания и в тот же день расстрелян в группе осужденных. Место захоронения — неизвестная могила Донского кладбища (осужденные 2 сентября 1937 г. в Москве по линии Сталинских расстрельных списков не были кремированы).
Реабилитирован посмертно 22 сентября 1956 года ВКВС СССР.
Дочь - Аскова Елена Аркадьевна (1931, Чернигов) - советская художница прикладного искусства. С 1954 художница Московского шелкового комбината имени П.П. Щербакова.